# رینا ریفل
رینا ریفل (انگلیسی: Rena Riffel؛ زادهٔ ۵ مارس ۱۹۶۹) یک هنرپیشه، خواننده، موسیقی‌دان، هنرمند رقص، مانکن، نویسنده، تهیه‌کننده و کارگردان اهل ایالات متحده آمریکا است.

## گزیدهٔ آثار

### سینما
- جاده مالهالند (۲۰۰۱)
- رقص برهنه (۱۹۹۶)
- اجرای دختران (۱۹۹۵)

### تلویزیون
- متأهل... دارای بچه (۱۹۹۷)